# نصرالله فلسفی
نصرالله فلسفی (۱۲۸۰–۱۳۶۰ خورشیدی) تاریخ‌نگار، نویسنده و مترجم معاصر ایرانی بود.

## زندگی‌نامه
نصرالله فلسفی فرزند میرزا نصرالله خان سوادکوهی مستوفی (از مستوفیان دربار قاجار) در ۹ آذر ۱۲۸۰ در تهران زاده شد. تحصیلات مقدماتی را در مدرسه‌های اقدسیه و آلیانس و دارالفنون فراگرفت و در وزارت پست و تلگراف مشغول به خدمت شد. فلسفی از جوانی به ترجمهٔ آثار ادبی علاقه نشان داد و در ابتدا چند داستان کوتاه از موریس لُبلان را در روزنامهٔ مرد آزاد به صورت پاورقی به چاپ رساند. طولی نکشید که به لحاظ دقت و رعایت امانت در ترجمه، در شمار بهترین مترجمان زبان فرانسه عصر خود شناخته شد. وی در سال ۱۳۰۷ چند ماهی در وزارت دادگستری به خدمت پرداخت، سپس به وزارت فرهنگ منتقل شد. از سال ۱۳۰۷ در دارالفنون، دانشسرای عالی و مدارس متوسطه تهران به تدریس تاریخ و جغرافیا و علوم ادبی پرداخت و با تأسیس دانشگاه تهران به عنوان استاد به تدریس تاریخ پیش از اسلام در دانشکده ادبیات مشغول گردید.
'نصرالله فلسفی از سال ۱۳۳۵ تا ۱۳۴۰ در سمت رایزن فرهنگی ایران در ایتالیا و اسپانیا مشغول خدمت بود تا سرانجام در سال ۱۳۴۳ به درخواست خودش بازنشسته شد و در اروپا ساکن گشت. وی هم چنین مدتی نیز استاد مدعو در دانشگاه استراسبورگ فرانسه بود.
نصرالله فلسفی علاوه بر نویسندگی و ترجمهٔ کتاب‌های بسیار، مقالات تحقیقی دربارهٔ تاریخ و ادبیات ایران در نشریات به چاپ رساند. مقالات تحقیقی او دربارهٔ تاریخ و ادبیات ایران در نشریه‌هایی چون تعلیم و تربیت، مهر، سخن، شفق سرخ، اتحاد، یغما، وحید، مجلهٔ دانشکده ادبیات و علوم انسانی تبریز، نشریه کتابخانه ملی، تبریز و وحید به چاپ رسیده‌است. فعالیت‌های روزنامه‌نگاری او در طی چهار دهه شامل مدیریت چندین مجله در دوره‌های مختلف بود که از آن جمله‌است: کفالت مجله پست و تلگراف (فقط سه شماره ۱۳۰۴)، مجله ایران (نشریه کلوپ بین‌المللی ایران برای تمبر و مجموعه‌های دیگر از ۱۳۰۱ تا ۱۳۱۱)، مجله تعلیم و تربیت (وابسته به وزارت معارف، ۱۳۱۳–۱۳۱۴)، مجلهٔ مهر (از ۱۳۱۲ به مدت چهارسال)، مدیریت و سردبیری مجله هفتگی امید (از ۱۳۲۲ به مدت سه سال)، و مجلهٔ ایرانیکا به زبان ایتالیایی (در دورهٔ رایزنی فرهنگی در ایتالیا).
نصرالله فلسفی در دوم خرداد ۱۳۶۰، یک ماه پس از ورود به ایران، زندگی را بدرود گفت و در شهر ری در شاه عبدالعظیم به خاک سپرده شد.